# Hugo I. od Clermont-en-Beauvaisisa
Hugo I. (fra. Hugues Ier; 1030.? – 1101.), poznat i kao Hugo od Creila (fra. Hugues de Creil), bio je francuski plemić, grof Clermont-en-Beauvaisisa. Bio je sin lorda Renauda I. od Clermonta i njegove supruge Ermentrude te jedan od osnivača dinastije Clermont.
Prije god. 1060., Hugo je oženio gospu Margaretu de Ramerupt. Ovo su njihova djeca:
- Renaud II., očev nasljednik te muž grofice Adelajde[1]
- Guy[2]
- Hugo
- Ermentruda
- Adelisa (Adela)[3]
- Margareta
- Richilde
- Beatrica (također znana kao Ema), dama Luzarchesa